# 凯茜·里德
凯茜·里德（英語：Cathy Reed，1987年6月5日—）生于美国密歇根州卡拉马祖，是一名代表日本参赛的美日混血女子花样滑冰运动员，主攻冰舞。她曾搭档同是花样滑冰运动员的胞弟克里斯·里德获得七枚全日本花样滑冰锦标赛冰舞金牌，参加八届世界花样滑冰锦标赛以及两届冬季奥林匹克运动会，并获得过2011年亚洲冬季运动会冰舞银牌。

## 早年生活
凯茜出生于美国密歇根州卡拉马祖。她的母亲是日本人，父亲是美国人。她的弟弟克里斯是她运动生涯的比赛搭档，妹妹艾莉森同样是一名花样滑冰运动员。三兄弟姐妹在新泽西州沃伦镇区长大。由于自身同时拥有日本及美国血统，她一度同时拥有日本国籍和美国国籍，然而由于日本仅承认未满22周岁人士拥有双重国籍，为了能够继续代表日本参赛，她在2009年4月决定放弃美国国籍，仅保留日本国籍。

## 体育生涯

### 运动员时期

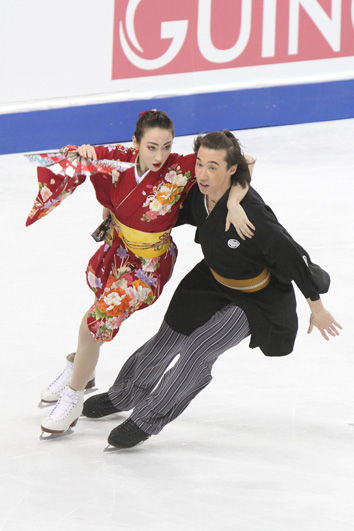
凯茜（左）和克里斯（右），摄于2010年世界花样滑冰锦标赛

凯茜·里德7岁时开始练习花样滑冰，她一开始主攻单人滑，12岁时，她与弟弟克里斯·里德搭档，改练冰舞，并开始在新泽西州训练，两人曾参加2006年美国锦标赛并获得新手组冠军，2006–07赛季开始代表日本参赛。
进入成年组后，两人在2006年萨格勒布大奖赛上获得第4名，同年年底在全日本锦标赛上获得第二名。2007年，两人首次参加四大洲花样滑冰锦标赛，获得第7名，这一排名高过部分进入成年组数年的搭档的排名。
2007–08赛季，两人完成了大奖赛的首秀，在美国大奖赛和NHK杯赛分别获得第9名和第8名。之后在全日本锦标赛上获得两人的首个全国冠军，2008年，两人首次出战世界锦标赛，获得第16名。2009–10赛季，两人成功入选2010年温哥华冬奥名单，冬奥正赛上两人获得第17名。一年后，两人参加2011年亚洲冬季运动会，获得冰舞银牌。2014年，两人入选索契冬奥名单，获得团体第5名及冰舞第21名。2015年，两人出战世界花样滑冰锦标赛，结果获得第22名。2014–15赛季后，凯茜·里德宣布退役，她表示自身精力以及体力已不足以继续运动生涯。

### 退役后
2015年7月，凯茜加入滨田美荣的执教团队，担任她的助理教练。在弟弟克里斯因于2020年3月14日因突发心搏停止去世后，她于3月20日设立克里斯·里德纪念基金，该基金旨在培养下一代花样滑冰选手。

## 主要成绩

### 与克里斯·里德搭档，代表日本
| 国际比赛                             | 国际比赛 | 国际比赛 | 国际比赛                    | 国际比赛 | 国际比赛 | 国际比赛                    | 国际比赛                    | 国际比赛      | 国际比赛                    |
| 赛事                                 | 06–07    | 07–08    | 08–09                       | 09–10    | 10–11    | 11–12                       | 12–13                       | 13–14         | 14–15                       |
| ------------------------------------ | -------- | -------- | --------------------------- | -------- | -------- | --------------------------- | --------------------------- | ------------- | --------------------------- |
| 冬季奥运                             |          |          |                             | 第17名   |          |                             |                             | 第21名        |                             |
| 世界锦标赛                           |          | 第16名   | 第16名                      | 第15名   | 第13名   | 第24名                      | 第20名                      | 第18名        | 第22名                      |
| 四大洲锦标赛                         | 第7名    | 第7名    | 退赛                        |          |          |                             | 第7名                       |               |                             |
| GP NHK杯                             |          | 第8名    | 第8名                       | 第7名    | 第7名    | 第7名                       | 第5名                       | 第6名         | 第6名                       |
| GP 美国大奖赛                        |          | 第9名    |                             |          | 第7名    |                             |                             | 第5名         |                             |
| 萨格勒布大奖赛                       | 第4名    |          |                             | 第5名    |          |                             |                             |               |                             |
| 內伯爾盃                             |          |          |                             |          |          | 第4名                       |                             |               |                             |
| NRW杯                                |          |          |                             |          |          |                             | 第2名                       |               |                             |
| 托伦杯                               |          |          |                             |          |          |                             | 第2名                       |               |                             |
| 亚洲冬季运动会                       |          |          |                             |          | 第2名    |                             |                             |               |                             |
| 国内比赛                             |          |          |                             |          |          |                             |                             |               |                             |
| 日本锦标赛                           | 第2名    | 第1名    | 第1名                       | 第1名    | 第1名    | 退赛                        | 第1名                       | 第1名         | 第1名                       |
| 团体比赛                             |          |          |                             |          |          |                             |                             |               |                             |
| 冬季奥运                             |          |          |                             |          |          |                             |                             | 第5名（团体） |                             |
| 世界团体锦标赛                       |          |          | 第3名（团体） 第5名（单项） |          |          | 第1名（团体） 第6名（单项） | 第3名（团体） 第4名（单项） |               | 第3名（团体） 第6名（单项） |
| 团体赛奖牌仅根据团体总排名进行分配。 |          |          |                             |          |          |                             |                             |               |                             |

### 与克里斯·里德搭档，代表美国
| 国内比赛       | 国内比赛 | 国内比赛 | 国内比赛 |
| 赛事           | 03–04    | 04–05    | 05–06    |
| -------------- | -------- | -------- | -------- |
| 美国锦标赛     |          |          | 第1名 N  |
| 东部地区锦标赛 | 第10名 N | 第5名 N  | 第1名 N  |
| 北大西洋地区赛 |          | 第1名 N  |          |
| N = 新手组     |          |          |          |